# بيغلو ايروسبيس

بيغلو ايروسبيس (بالإنجليزية: Bigelow Aerospace)‏ هي شركة ناشئة أمريكية في مجال تكنلوجيا الفضاء تقوم بتصنيع وتطوير وحدات محطات فضائية قابلة للتوسيع. تأسست الشركة على يد روبرت بجلو في 1998.